# 국민총력천주교경성교구연맹
국민총력천주교경성교구연맹(國民總力天主敎京城敎區聯盟)은 일제강점기 말기에 결성된 로마 가톨릭교회의 친일 단체이다. 약칭은 총력경성교구연맹이다.

## 개요
중일 전쟁 발발과 확전으로 국민총력 체제가 조성되면서 1940년 11월에 경성부에서 결성된 단체이다. 본래 로마 가톨릭교회 조직인 천주교 경성교구가 국민총력천주교경성교구연맹이라는 이름으로 재조직되면서 국민총력조선연맹 산하로 들어간 것이다. 기존의 천주교 경성교구장이던 라리보 주교 대신 조선인인 노기남이 이사장에 임명되었다. 로마가톨릭교회의 전시동원 협력을 포괄적으로 이끈 단체이다.

## 조직 구성
1940년 11월 창설 당시 53개의 본당과 6만 6천여 명의 신자로 구성되어 있었다. 총력경성교구연맹 창립으로 3개월 동안 모든 본당에 지방교회 연맹이 결성되고 애국반 6,700여 개가 조직되었다.
초대 이사장에는 노기남이 임명되었다가 1942년부터 남상철이 이사장을 맡고 노기남은 회장으로 이동했다. 이사 가운데 조선인은 천주교 사제인 김명제, 김윤근, 신인식, 오기선의 4인이 포함되었다.

## 주요 활동
이 단체는 〈오늘의 시국〉(1941), 〈대동아전쟁 기구문〉(1941) 등을 잇따라 발표하여 전쟁 승리를 위해 총력을 다하자고 주장했으며, 전시 체제에 협력하기 위한 여러 가지 활동을 추진했다. 결성 직후 비상시국의 인식과 총력 체제 홍보를 위하여 매월 첫 번째 주일을 '교회 애국일'로 정하고, 일본어 보급을 위해 각 본당에서 '국어강습회'를 열도록 한 것이 한 예이다.
1941년 12월에는 '천주교우 결전대회'를 개최하여 전승기원 성체강복식을 가졌다. 이 행사에는 조선신궁 참배가 포함되어 있었다. 1944년 1월 2일에 명동성당에서 지원병으로 출전하는 청년 신자들을 위한 장행회를 열었다.
한국천주교주교회의에서 발행하는 로마 가톨릭 잡지인 《경향잡지》에 1941년 2월부터 국민총력이라는 별로의 공간이 마련되어 전시 체제에 대한 홍보용으로 활용되었다. 1942년부터는 지원병제 실시에 따른 지원병 모집을 돕기 위해 징병제 관련 강연회를 열기도 했다. 남상철과 신인식이 지방을 순회하며 강연에 참가했다.

## 참고 자료
- 친일인명사전편찬위원회 (2004년 12월 27일). 《일제협력단체사전 - 국내 중앙편》. 서울: 민족문제연구소. 634~636쪽쪽. ISBN 8995330724.